# Pimobendan
Pimobendan ist ein Arzneistoff, der als Herz-Kreislaufmittel nur für Tiere zugelassen ist. Es stellt neben Levosimendan den bisher einzigen Vertreter aus der Gruppe der Calcium-Sensitizer dar.

## Wirkungsweise
Das Medikament entfaltet seine Wirkung mittels zweier Mechanismen. Die Hauptwirkung wird über die Erhöhung der Kontraktionsfähigkeit der Herzmuskelfasern mittels einer verstärkten Empfindlichkeit für Calcium-Ionen verursacht. Die gleiche Wirkung und außerdem noch einen gefäßerweiternden Einfluss hat die Hemmung der Aktivität des Enzyms Phosphodiesterase 3. Infolge dieser positiv inotropen und vasodilatatorischen Wirkung wird der Wirkstoff auch als Inodilator bezeichnet.

## Pharmakokinetik
Die Verabreichung erfolgt oral mittels in verschiedenen Dosierungen erhältlicher teilbarer Kautabletten oder Kapseln. Der Wirkstoff wird zu etwa 60 Prozent aus dem Darm resorbiert und schnell im Gewebe verteilt (Verteilungsvolumen: 2,6 l/kg; mittlere Bindung an Plasmaproteine: 93 %). Durch eine oxidative Demethylierung entstehen die pharmakologisch wirksamen Metaboliten des Arzneimittels. Die Ausscheidung erfolgt mit dem Kot. Die Halbwertszeit des wichtigsten Metaboliten im Plasma beträgt etwa 2 Stunden.

## Anwendungsgebiete
Ursprünglich war das Medikament als Therapeutikum der dilatativen Kardiomyopathie des Hundes vorgesehen und ist hier Medikament der ersten Wahl.  Da der positive Effekt auf die Überlebenszeit von an Mitralklappenendokardiosen erkrankten Hunden nachgewiesen wurde, ist Pimobendan auch hier mittlerweile der als erstes einzusetzende Wirkstoff.

## Gegenanzeigen
Nicht eingesetzt werden darf das Medikament infolge seiner Wirkungsweise bei Herzerkrankungen, bei denen einer Erhöhung des Herzauswurfvolumens funktionelle oder anatomische Hindernisse entgegenstehen (z. B. Aortenstenose, Pulmonalstenose). Ebenfalls nicht anzuwenden ist es nach Zulassung beim Vorliegen einer schweren Leberfunktionsstörung und bei hypertropher Kardiomyopathie. Fallberichte lassen jedoch eine günstige Wirkung bei Verwendung bei Katzen, die an einer ebensolchen Kardiomyopathie erkrankt sind, vermuten.

## Nebenwirkungen
Das Auftreten von Tachykardien (Herzrasen) ist beschrieben. Außerdem können gastrointestinale Symptome, z. B. Erbrechen und Diarrhoe auftreten. Beim Menschen wird das Arzneimittel infolge möglicher schwerer Unverträglichkeiten (plötzlicher Herztod) in Europa und Amerika nicht angewendet, hat aber in Japan eine Zulassung als Humanarzneimittel.
Bislang ist Pimobendan in Deutschland nur für Hunde zugelassen.

## Stereoisomerie
Pimobendan besitzt ein Stereozentrum, ist also chiral. Es gibt zwei Stereoisomere, die (R)-Form und die (S)-Form. Als Arzneistoff wird racemisches Pimobendan eingesetzt, also ein 1:1-Gemisch der (R)- und (S)-Enantiomere.

## Handelsnamen
Tiermedizin: Cardisure, Vetmedin; als Kombinationspräparat mit Benazepril: Fortekor Plus